# Mr. Natural (tecknad serie)
Mr. Natural är en amerikansk tecknad serie av undergroundtecknaren Robert Crumb, tillika huvudperson i den samme. Serien skapades 1967, och fick 1970 en egen serietidning.